# 蘇力瑋
蘇 力瑋（そ りきい、スー・リーウェイ、英語: Su Li-wei、2000年3月31日 - ）は、台湾の男子バドミントン選手。

## 経歴
ジュニア時代は、男子ダブルスで葉宏蔚とペアを組み、2017年のオランダ・ジュニア国際大会で優勝などをしている。
2022年から2023年まで、同い年の林煜傑とペアを組み、世界ランクは最高で51位まで到達。